# Promest
Promest is de naam van een fabriek voor grootschalige verwerking van varkensdrijfmest, die bestaan heeft van 1990-1995. Het bedrijf was gevestigd aan Gerstdijk 6 te Helmond.

## Achtergrond
Gedurende de jaren 80 van de 20e eeuw was de concentratie van varkens en kippen in bepaalde delen van Nederland, waaronder Noord-Brabant en Limburg zeer sterk opgelopen. De grote hoeveelheden mest, vooral varkensdrijfmest, werden op het land uitgereden. Dit alles leidde niet alleen tot hoge concentraties van ammoniak in de atmosfeer, maar ook tot opeenhoping van fosfaat en stikstof in de bodem. Er werd een beperking ingesteld aan de hoeveelheid mest die op het land kon worden uitgereden en aldus kwamen de veehouders met een mestoverschot te zitten. De oorzaak van dit mestoverschot was gelegen in het feit dat de Nederlandse veehouders gebruik maakten van veevoer dan in grote hoeveelheden aangevoerd werd van over de gehele wereld, en waarvan maar een beperkt deel in de veehouderijproducten terechtkwam.
Tal van initiatieven werden ontplooid om dit mestoverschot kwijt te raken, en tot deze initiatieven behoorde ook de grootschalige industriële verwerking van drijfmest. Een dergelijke procesmatige industrie diende aan een drietal voorwaarden te voldoen:
- Het bedrijf moest verzekerd zijn van een constante en regelmatige aanvoer van mest,
- Er moest een markt zijn voor het eindproduct
- De technologie moest betrouwbaar zijn bij een niet altijd homogene grondstof als drijfmest

## Initiatief

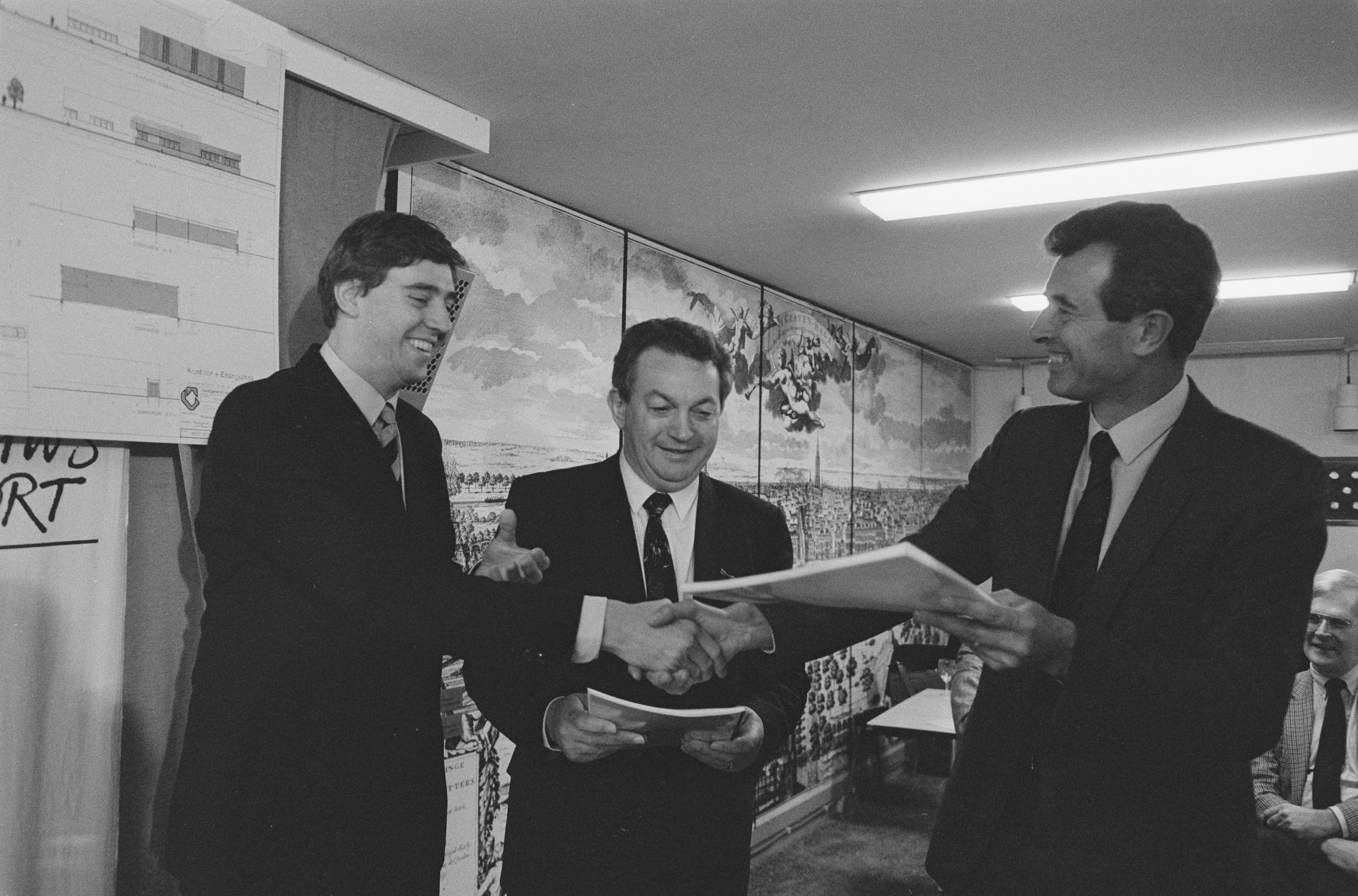
Presentatie van een rapport ter ondersteuning van de bouw van de fabriek in Helmond.

Op initiatief van, en gefinancierd door, de Noord-Brabantse en Limburgse landbouwcoöperaties en de daarmee gelieerde Rabobank en Interpolis, ontstond in 1986 Promest bv. Deze liet in 1987 een proeffabriek aan de Blikhalm, ten zuiden van Brouwhuis, bouwen. Deze werd gevolgd door een definitieve mestverwerkingsfabriek die in 1992 van start ging. De proefinstallatie was in 1990 reeds met veel vertoon geopend, inclusief een bezoek van Koningin Beatrix aan de fabriek en die het aanbod van de directeur om tijdens de rondgang een glaasje water uit de installatie te drinken beleefd afsloeg. Het bedrijf maakte deel uit van de holding Cofert, waartoe ook twee verwerkingsfabrieken voor pluimveemest behoorden, namelijk Vefinex te Weert en Fermofeed. De investering bedroeg aanvankelijk 90 miljoen gulden en de beoogde verwerkingscapaciteit bedroeg 600 kton drijfmest per jaar. De mest zou worden verwerkt tot mestkorrels die, naast stikstof, fosfaat en mineralen, ook het organisch bestanddeel bevatten. De korrels mochten echter niet in Nederland worden aangewend als kunstmestvervanger. Dit zou niet alleen het mestoverschot in stand houden, maar tevens accumulatie veroorzaken van elementen als zink en koper, die aan het veevoer werden toegevoegd.

## Einde
Probleem was echter dat er voor de korrels slechts moeizaam een afzetgebied kon worden gevonden. De korrels konden niet concurreren met kunstmest, zodat men ook het organisch bestanddeel van de mest als verkoopargument moest hanteren. Aldus zocht men afzetgebieden met humusarme bodem. Het Midden-Oosten viel echter af vanwege het feit dat de mestkorrels van varkens afkomstig waren, en dus niet halal. Bleven de Portugese wijnboeren over, waar -opnieuw onder veel vertoon- een proeflading heen ging. De korrels bleken te duur, evenals de tarieven die de boeren voor de afzet van hun mest naar de fabriek moesten betalen. Voor de veehouders was het goedkoper om de mestoverschotten over enige afstand te transporteren naar de akkerbouwgebieden om daar te worden uitgereden.
Ondanks alle optimistische boodschappen van de kant van de directie van Promest moest het bedrijf reeds in november 1994 surseance van betaling aanvragen. Van de 100 medewerkers kregen er 73 hun ontslag. Een schijnbare herleving - er kwamen berichten omtrent een mega-contract met Brazilië voor de mestkorrels - leidde tot niets: Halverwege 1995 ging Promest failliet, nadat in april van dat jaar ook Vefimex reeds failliet was gegaan. Per post moesten de overgebleven 27 werknemers vernemen dat ze zich niet meer bij de poort hoefden te melden.
In 2012 meldde het bedrijf Den Ouden zich om in de nog bestaande faciliteiten van het bedrijf weer tot mestverwerking over te gaan. Het werd voor de wijkbewoners een herbeleving qua geurhinder, die moeilijk vast te stellen bleek.